# Kaldaljós
Kaldaljós è un film del 2004 diretto da Hilmar Oddsson.